# تاريخ اليهود في الحرب العالمية الثانية
يرادف تاريخ اليهود في الحرب العالمية الثانية جرائم اضطهاد وإبادة اليهود التي جرت على نطاق غير مسبوق في أوروبا وشمال أفريقيا الأوروبية (شمال أفريقيا الفاشية النازية وليبيا الإيطالية). أثرت الهولوكوست التي حدثت خلال الحرب العالمية الثانية كثيرًا على الشعب اليهودي والرأي العام العالمي الذي لم يفهم أبعاد «الحل الأخير» المتمثل بقتل جميع اليهود إلا بعد انتهاء الحرب. هدفت الإبادة الجماعية، التي سميت أيضًا «HaShoah هشواه» في اللغة العبرية، إلى إنهاء الوجود اليهودي في القارة الأوروبية.
نظمت ألمانيا النازية عملية الهولوكوست على نطاق واسع، ليُقتل فيها ما يقارب 6 ملايين يهودي بشكل ممنهج وقسوة مرعبة. رغم أن المستويات العليا من حكومة ألمانيا النازية أشرفت على الهولوكوست، كانت الأغلبية العظمى من اليهود المقتولين غير ألمانيين، بل مقيمين في بلدان احتلها النازيون بعد عام 1938، إذ من بين نحو 6 ملايين يهودي قتله النازيون، كان 160,000 إلى 180,000 فقط ألمانيين.
خلال محرقة الهولوكوست في بولندا المحتلة، قُتل أكثر من مليون يهودي في غرف الغاز في معسكر أوشفيتز بيركينو وحده. أثر قتل اليهود في أوروبا على المجتمعات اليهودية في ألبانيا والنمسا وبيلاروسيا وبلجيكا والبوسنة والهرسك وجزر القنال وكرواتيا والتشيك وإستونيا وفرنسا وألمانيا واليونان والمجر وإيطاليا ولاتفيا وليبيا وليتوانيا ولوكسمبورغ ومقدونيا ومولدوفا وهولندا والنرويج وبولندا ورومانيا وروسيا وصربيا وسلوفاكيا وأوكرانيا.
بحلول الحرب العالمية الثانية، تدهورت أغلب أعمال اليهود التجارية في ألمانيا النازية تحت الضغط المالي، وتقلصت أرباحها أو أُجبرت على البيع للحكومة النازية تطبيقًا لسياسة التفوق العرقي (الآرية) التي بدأت عام 1937. مع بدء الحرب، حدثت مذبحة اليهود في سياق عملية تانينبرغ ضد الأمة البولندية. بدأ القتل اليهودي الجماعي الممنهج الأكبر مع بداية عملية بارباروسا عام 1941. قاد الأينزاتسغروبن وكتائب شرطة النظام عملية تدمير اليهود الأوروبيين مع مساهمة فعالة من فرق الحراسة التي تشمل الشرطة المساعدة البيلاروسية والإستونية والليتوانية والأوكرانية.

## تاريخ
| البلد                              | تعداد اليهود المقدر قبل الحرب | عدد القتلى المقدر | النسبة المئوية المقتولة |
| ---------------------------------- | ----------------------------- | ----------------- | ----------------------- |
| بولندا                             | 3,400,000                     | 3,000,000         | 88.25%                  |
| الاتحاد السوفيتي (عدا دول البلطيق) | 3,000,000                     | 1,000,000         | 33.3%                   |
| رومانيا                            | 757,000                       | 287,000           | 38%                     |
| المجر                              | 445,000                       | 270,000           | 60.7%                   |
| تشيكوسلوفاكيا                      | 357,000                       | 260,000           | 73%                     |
| ألمانيا                            | 500,000                       | 165,000           | 33%                     |
| ليتوانيا                           | 150,000                       | 145,000           | 96.7%                   |
| هولندا                             | 140,000                       | 102,000           | 72.9%                   |
| فرنسا                              | 300,000                       | 76,000            | 25.33%                  |
| لاتفيا                             | 93,500                        | 70,000            | 74.9%                   |
| النمسا                             | 206,000                       | 65,000            | 31.5%                   |
| يوغوسلافيا                         | 68,500                        | 60,000            | 87.6%                   |
| اليونان                            | 70,000                        | 58,800            | 84%                     |
| بلجيكا                             | 90,000                        | 25,000            | 27.8%                   |
| إيطاليا                            | 46,000                        | 7,500             | 16.3%                   |
| لوكسمبورغ                          | 3,600                         | 1,200             | 33.3%                   |
| إستونيا                            | 4,300                         | 1,000             | 23%                     |
| النرويج                            | 1,800                         | 758               | 42.1%                   |
| بلغاريا                            | 48,400                        | 142               | 0.3%                    |
| الدنمارك                           | 7,800                         | 116               | 1.49%                   |
| ألبانيا                            | 200                           | 100               | 50%                     |
| فنلندا                             | 2,200                         | 7                 | 0.32%                   |
| المجموع                            | 9,689,500                     | 5,594,623         | 57.74%                  |

بدأت المذبحة الأولى (البوغروم) في ألمانيا النازية قبل انطلاق الحرب العالمية الثانية تحت اسم ليلة البلور Kristallnacht، التي يُطلق عليها غالبًا ليلة المذبحة، أو ليلة الزجاج المكسور، «إذ نُهبت منازل اليهود في مدن ألمانية عديدة مع أكثر من 11,000 متجر وبلدة وقرية يهودية، ودمر المدنيون وكتيبة العاصفة الأبنية بالمرازب لتمتلئ الشوارع بحطام النوافذ، وهذا أصل تسميتها ليلة الزجاج المكسور». حدثت أعمال الشغب الأساسية في 9 و 10 نوفمبر عام 1938. ضُرب اليهود حتى الموت، وأُخذ 30,000 رجل يهودي إلى معسكرات الاعتقال، ونُهب 1,668 كنيس يهودي وحُرق 267 منها. بعد انطلاق عملية بارباروسا في 22 يونيو عام 1941 في مدينة لفيف في المقاطعة المحتلة التابعة للحكومة العامة، نظم القوميون الأوكرانيون مذابح ضخمة في يوليو 1941 قُتل فيها نحو 6,000 يهودي.
في ليتوانيا، انخرطت جماعات متشددة محلية في مذابح اليهود في 25 و26 يوليو عام 1941 حول مدينة كاوناس حتى قبل وصول القوى النازية، إذ قتلوا 3,800 يهودي وأحرقوا متاجر اليهود وكنسهم. ربما تكون مذبحة ياش في رومانيا الحادثة الأكثر دموية خلال حقبة الهولوكوست، إذ قتل فيها مواطنون ورجال شرطة ومسؤولون عسكريون رومانيون عددًا ضخمًا يقارب 14,000 يهودي.
بحلول ديسمبر 1941، قرر أدولف هتلر إبادة جميع اليهود الأوروبيين، وخلال مؤتمر وانسيي في يناير من عام 1942 ناقش قادة نازيون تفاصيل «الحل الأخير لمسألة اليهود» (Endlösung der Judenfrage). حث الدكتور يوزف بوهلر راينهارد هايدريش على دعم مشروع «الحل الأخير» في الحكومة العامة. بدأ النازيون بالطرد الممنهج للسكان اليهود من الأحياء اليهودية وجميع الأراضي المحتلة إلى سبع معسكرات صممت لتكون معسكرات إبادة Vernichtungslager، وهي معسكر أوشفيتز بيركينو وبيلزك وخيلمنو ومايدانيك وسوبيبور وتريبلينكا. نشر سباستيان هافنر تحليلًا عام 1978 يقول فيه إن هتلر تقبل فشله في تحقيق مسعاه في الهيمنة على أوروبا للأبد بعد إعلان الحرب ضد الولايات المتحدة في ديسمبر 1941، لكن انسحابه وهدوءه الظاهري كان بسبب وصوله إلى هدفه الثاني، وهو إبادة اليهود.
رغم تعثر آلة الحرب النازية الألمانية في السنوات الأخيرة من الحرب، استمرت ألمانيا النازية في تحويل الموارد العسكرية الثمينة مثل الوقود ووسائل النقل والذخائر والجنود والموارد الصناعية بعيدًا عن مواقع الحرب إلى معسكرات الموت. مع نهاية الحرب، قُتل ما يزيد عن نصف السكان اليهود في أوروبا في محرقة الهولوكوست. في بولندا مقر أكبر مجتمع يهودي في أوروبا قبل الحرب، أُبادت النازية ما يزيد عن 90% من اليهود، أي أكثر من 3,000,000 يهودي. خسرت اليونان ويوغوسلافيا وليتوانيا وتشيكوسلوفاكيا وهولندا ولاتفيا أكثر من 70% من سكانها اليهود.
خسرت المجر وألبانيا نحو نصف سكانها اليهود، وخسر الاتحاد السوفييتي وألمانيا وأستريا أكثر من ثلثهم، وشهدت بلجيكا وفرنسا مقتل ربع شعبهم اليهودي.
أصبحت إسبانيا خلال الحرب ملاذًا غير متوقع لآلاف اليهود الذين ينتمي أغلبهم إلى غرب أوروبا وحاولوا النجاة من الترحيل إلى معسكرات الاعتقال من فرنسا المحتلة، لكن انضم إليهم يهود سفارديم أيضًا من شرق أوروبا وخاصةً المجر. يشير ترودي أليكسي إلى «لا منطقية» و «مفارقة هرب اللاجئين من الحل الأخير للنازية لطلب اللجوء في بلاد لم يُسمح لليهود فيها بالعيش بانفتاح لأكثر من أربعة قرون».

## اليهود في قوات التحالف
خدم 1.5 مليون يهودي تقريبًا في قوات التحالف النظامية خلال الحرب العالمية الثانية.
خدم 550,000 يهودي في فصائل متنوعة من القوات المسلحة الأمريكية، وتلقى ما يقارب 52,000 منهم جوائز عسكرية. خدم 500,000 آخرون في الجيش الأحمر، أُشيد بأكثر من 160,000 منهم، وحصل أكثر من 150 على وسام بطل الاتحاد السوفيتي. خدم نحو 100,000 يهودي في الجيش البولندي خلال الاحتلال الألماني، وانضم آلاف إلى القوات المسلحة البولندية الحرة (القوات المسلحة البولندية في الغرب)، منهم 10,000 في جيش ولاديسالو أندرس (القوات المسلحة البولندية في الشرق). خدم أكثر من 60,000 يهودي في القوات المسلحة البريطانية (باستثناء الكوادر السيادية أو الاستعمارية) منهم 14,000 في سلاح الجو الملكي و15,000 في البحرية الملكية.
خدم نحو 30,000 يهودي من الأراضي الفلسطينية الواقعة تحت الانتداب البريطاني في الجيش البريطاني، منهم 5,500 انضموا إلى اللواء اليهودي، وهو تشكيل عسكري يتألف من الجنود اليهود القادمين من فلسطين بقيادة ضباط يهود بريطانيين. خدم نحو 17,000 يهودي كندي في القوت المسلحة الكندية.
قاتل أنصار الشعب اليهودي في أنحاء أوروبا المحتلة وانتظموا في مجموعات مثل مجموعة أنصار بيلسكي ومنظمة الأنصار المتحدة وأنصار باركزو. شارك مقاتلو المقاومة اليهودية في انتفاضة غيتو وارسو.